# Alfred Tetteh
Alfred Tetteh (ur. 1 sierpnia 1978) − ghański bokser, olimpijczyk.

## Kariera amatorska
W kwietniu 1996, Tetteh zajął 2. miejsce w turnieju kwalifikacyjnym dla Afryki, rywalizując w kategorii papierowej. W finale pokonał go Marokańczyk Hamid Berhili. Na igrzyskach odpadł już w swojej pierwszej walce, gdzie przegrał ze swoim rywalem z kwalifikacji, Hamidem Berhilim. W listopadzie tego samego roku, Tetteh został wicemistrzem Wspólnoty Narodów w kategorii muszej, przegrywając w finale z Damaenem Kellym.

## Kariera zawodowa
Tetteh został zawodowcem 8 kwietnia 2000, wygrywając w swoim debiucie z Ayomim Savundrą. 6 lipca 2000 rywalem Ghańczyka był jego rodak Anyetei Laryea. Tetteh przegrał na punkty, doznając pierwszej porażki w zawodowej karierze. W późniejszych latach, Tetteh zdobył mistrzostwo Afryki Zachodniej oraz pas WBO Africa. Poza Ghaną walczył tylko dwukrotnie, dwukrotnie doznając porażki.